# Врачебный доклад по дианетике
Враче́бный докла́д по диане́тике: тео́рия и терапи́я (англ. A Doctor's Report on Dianetics: Theory and Therapy) — книга американского врача Джозефа Августуса Винтера, в которой представлен первый критический анализ дианетики Лафайета Рональда Хаббарда.
Автором предисловия выступил известный немецкий психиатр и основоположник гештальт-терапии Фредерик Перлз.
Первый раз книга была выпущена в 1951 году издательством Julian Messner, а повторно переиздана в 1987 году Crown Publishing Group.

## Об авторе
Доктор медицины и специалист по психосоматике Джозеф Августус Винтер первоначально был членом совета директоров и медицинским директором в хаббардовском Фонде исследований дианетики (англ. Dianetic Research Foundation). Кроме того, тогда же написал предисловие к книге Хаббарда «Дианетика: Современная наука душевного здоровья». и утверждал, что одитинг помог его шестилетнему сыну побороть страх перед темнотой и привидениями. В октябре 1950 года Винтер ушёл из организации по причине осознания того, что «существует разница между идеалами, лежащими в основе гипотезы дианетики и действиями Фонда». Кроме того, он отмечал потенциальную опасность дианетических методов применяемых людьми не имеющими медицинского образования, и недобрительно отзывался об отсутствии научных доказательств у разработок Хаббарда.

## Основное содержание
Журнал Time отмечал, что в своей книге «Винтер попытается процедить неудоваримую смесь Хаббарда и выделить отдельные кусочки, пригодные для человеческого употребления». Сам Винтер писал, что одитинг может быть полезным для психиатров при проведении психоаналитического сеанса и согласуется с концепцией Хаббарда о дородовых «инграммах», представляющих собой болезненные воспоминания, которые согласно создателю дианетики возникают и сохраняются у человека во внутриутробном состоянии, но тот же Винтер скептически оценивал т. н. «сны спермы» (англ. sperm dreams), считая, что здесь имеют место воображаемые, а не настоящие воспоминания.
Винтер критикует в книге заявления некоторых пациентов, заявлявших о воспоминаниях своей смерти в предыдущих реинкарнациях, а также авторитаризм Хаббарда, его пренебрежение к научному методу и заявления о том, что одитором может стать любой человек без медицинского образования. Кроме того он указывает на то, что хаббадовские дианетические техники временами наносят вред пациентам. Несмотря на то, что Хаббард заявлял, что состояние «клира» можно достичь за 24 часа терапии, Винтер отмечал, что не наблюдал ни одного человека, у которого в полной мере проявилось это состояние, включая якобы возникающие в нём уникальные сверхъестественные способности. Винтер обнаруживает связь между психотическим состоянием людей и их дианетическими практиками, чему в книге посвятил тематическое исследование.
Винтер критикует Гак-программу (англ. Guk program) Хаббарда, которая представляет собой приём человеком  большой дозы витаминов в сочетании с глутаминовой кислотой, что должно по задумке Хаббарда способствовать «лучшей работоспособности» практикующих дианетику.

## Отзывы
Журнал Принстонской теологической семинарии Pastoral Psychology назвал книгу Винтера важной новинкой для психиотерапии.
Мартин Гарднер в своей книге «Причуды и заблуждения во имя науки» отмечал, что «наиболее ценным» материалом в работе Винтера выступают самостоятельно проведённые им сеансы одитинга.
П. А. Сорокин в монографии «Пути и могущество любви: типы, факторы и техники моральной трансформации» писал, что хотя Винтер и написал восторженное предисловие к книге Хаббарда, но в данном труде он представил притязания Хаббарда как очевидное шарлатанство.
Фрэнк Иглофф в рецензии в журнале Psychosomatic Medicine писал, что Винтер провёл «довольно хорошую, фактурную работу» и представил «вполне ясный, беспристрастный взгляд на дианетику».
Фредерик Лоуренс Маркузе в журнале The American Journal of Psychology и Роберт Пек в журнале The American Journal of Psychiatry представили свои рецензии на книгу.
Уильям Симс Бэйнбридж и Родни Старк ссылаются на книгу Винтера в своей монографии «Будущее религии: секуляризация, пробуждение и культообразование», как и Фрэнк Гербоде в монографии «Позади психологии: введение в метапсихологию».

## Издания
- A Doctor's Report on DIANETICS Theory and Therapy by J.A. Winter, M.D. / Introduction by Frederick Perls, M.D., Ph.D. — New York: Julian Press, Inc., 1951.